# Hangravān
Hangravān (persiska: هنگروان, هَنگَروان, Hangarvān) är en ort i Iran.   Den ligger i provinsen Västazarbaijan, i den nordvästra delen av landet, 600 km väster om huvudstaden Teheran. Hangravān ligger 1 541 meter över havet och antalet invånare är 289.
Terrängen runt Hangravān är varierad. Hangravān ligger nere i en dal. Runt Hangravān är det ganska tätbefolkat, med 185 invånare per kvadratkilometer. Närmaste större samhälle är Jūjahī, 17,6 km nordväst om Hangravān. Trakten runt Hangravān består i huvudsak av gräsmarker.